# Svansjön (Stengårdshults socken, Småland)
Svansjön är en sjö i Gislaveds kommun, Jönköpings kommun och Vaggeryds kommun i Småland och ingår i Nissans huvudavrinningsområde. Sjön är 1 meter djup, har en yta på 0,402 kvadratkilometer och befinner sig 203,1 meter över havet. Sjön avvattnas av vattendraget Svanån. Vid provfiske har abborre, braxen, gädda och mört fångats i sjön.

## Delavrinningsområde
Svansjön ingår i det delavrinningsområde (638737-137705) som SMHI kallar för Förgrening. Medelhöjden är 242 meter över havet och ytan är 64,59 kvadratkilometer. Det finns inga delavrinningsområden uppströms utan avrinningsområdet är högsta punkten. Svanån som avvattnar avrinningsområdet har biflödesordning 3, vilket innebär att vattnet flödar genom totalt 3 vattendrag innan det når havet efter 162 kilometer. Delavrinningsområdet består mestadels av skog (75 %) och sankmarker (12 %). Avrinningsområdet har 1,06 kvadratkilometer vattenytor vilket ger det en sjöprocent på 1,6 %.